# Cetrimide
Cetrimide là một chất khử trùng là một hỗn hợp của các muối amoni bậc bốn khác nhau bao gồm cả cetrimonium bromide (CTAB). Nó được phát hiện và phát triển đầu tiên bởi ICI và được giới thiệu dưới tên thương hiệu Cetavlon. Nó được sử dụng như một giải pháp 1-3% để làm sạch vết thương tai nạn bên đường. Một loại thuốc sát trùng chlorhexidine khác cũng được phát hiện và phát triển đầu tiên bởi ICI. ICI cũng giới thiệu Savlon là sự kết hợp của cetrimide và chlorhexidine. ICI sau đó đã bán thương hiệu Savlon OTC cho Johnson & Johnson vào tháng 5 năm 1992.